# Musée de l'épée japonaise
Le musée de l'épée japonaise (刀剣博物館, Tōken hakubutsukan) de Tokyo est un musée d'histoire consacré aux sabres japonais.

## Historique
La collection a été constituée par la Société pour la préservation de l'art des sabres japonais, fondation reconnue d'intérêt public créée en 1948 pour étudier et préserver le patrimoine des épées japonaises. 
Le musée, créé en 1971, possède une collection de plus de 190 objets dont des sabres (principalement des katana), des koshirae, des armures japonaises (yoroi) ainsi que des documents sur le façonnage des métaux.
Initialement situé à Yoyogi, le musée déménage en 2018 dans les Anciens jardins Yasuda (de), dans le quartier de Ryōgoku.

## Galerie de photos

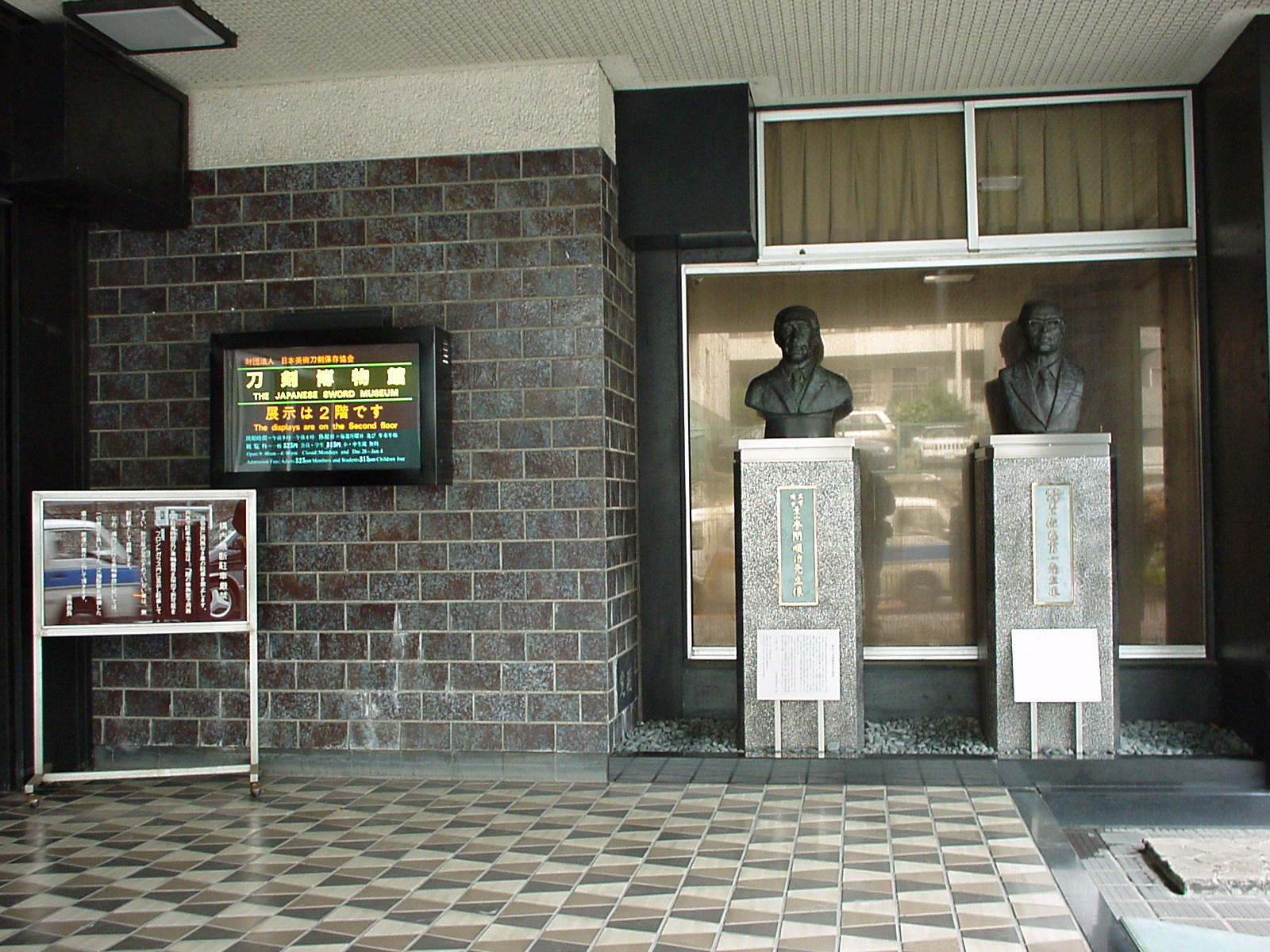
Entrée du musée.
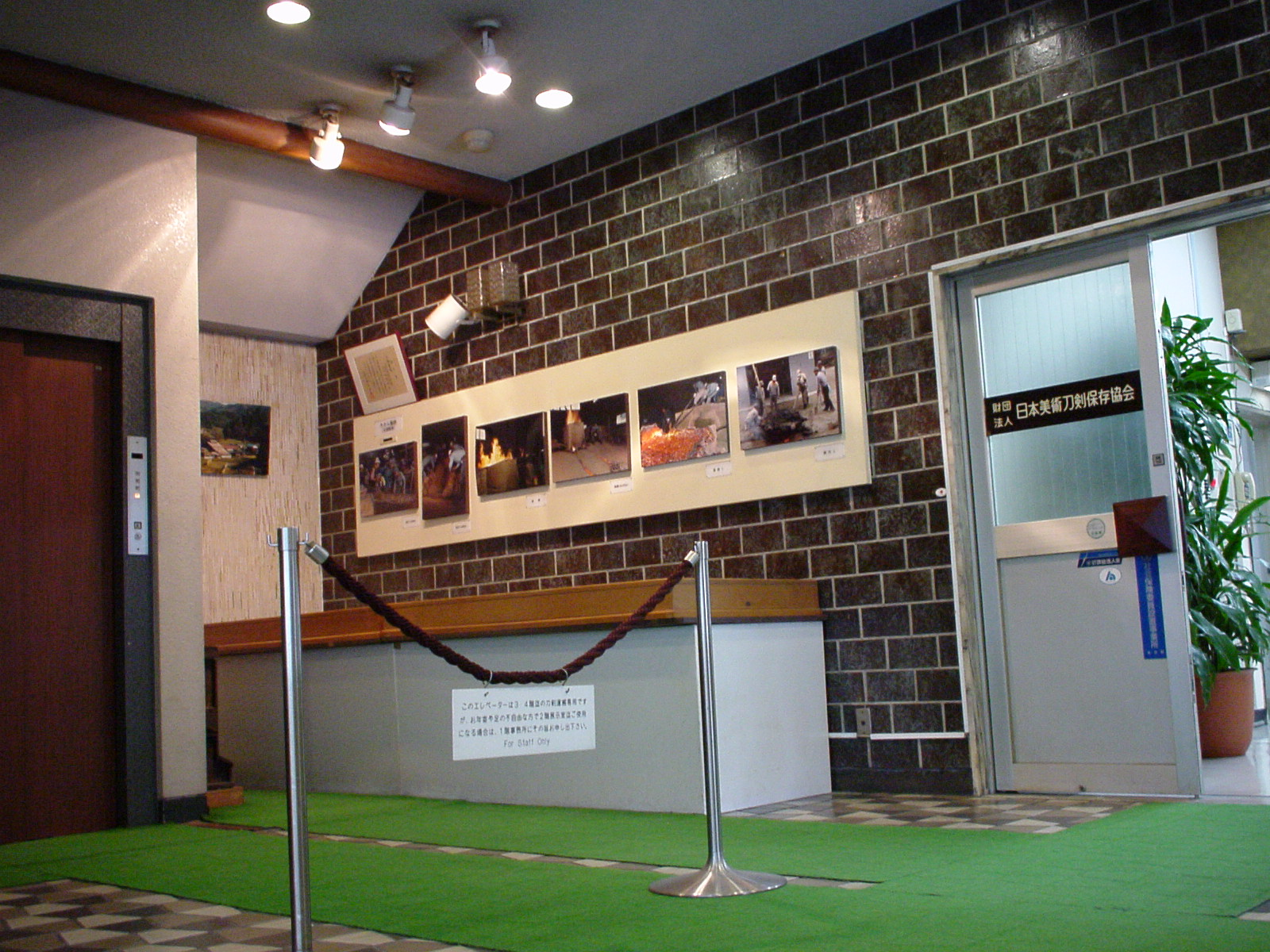
Exposition à l'entrée du musée.
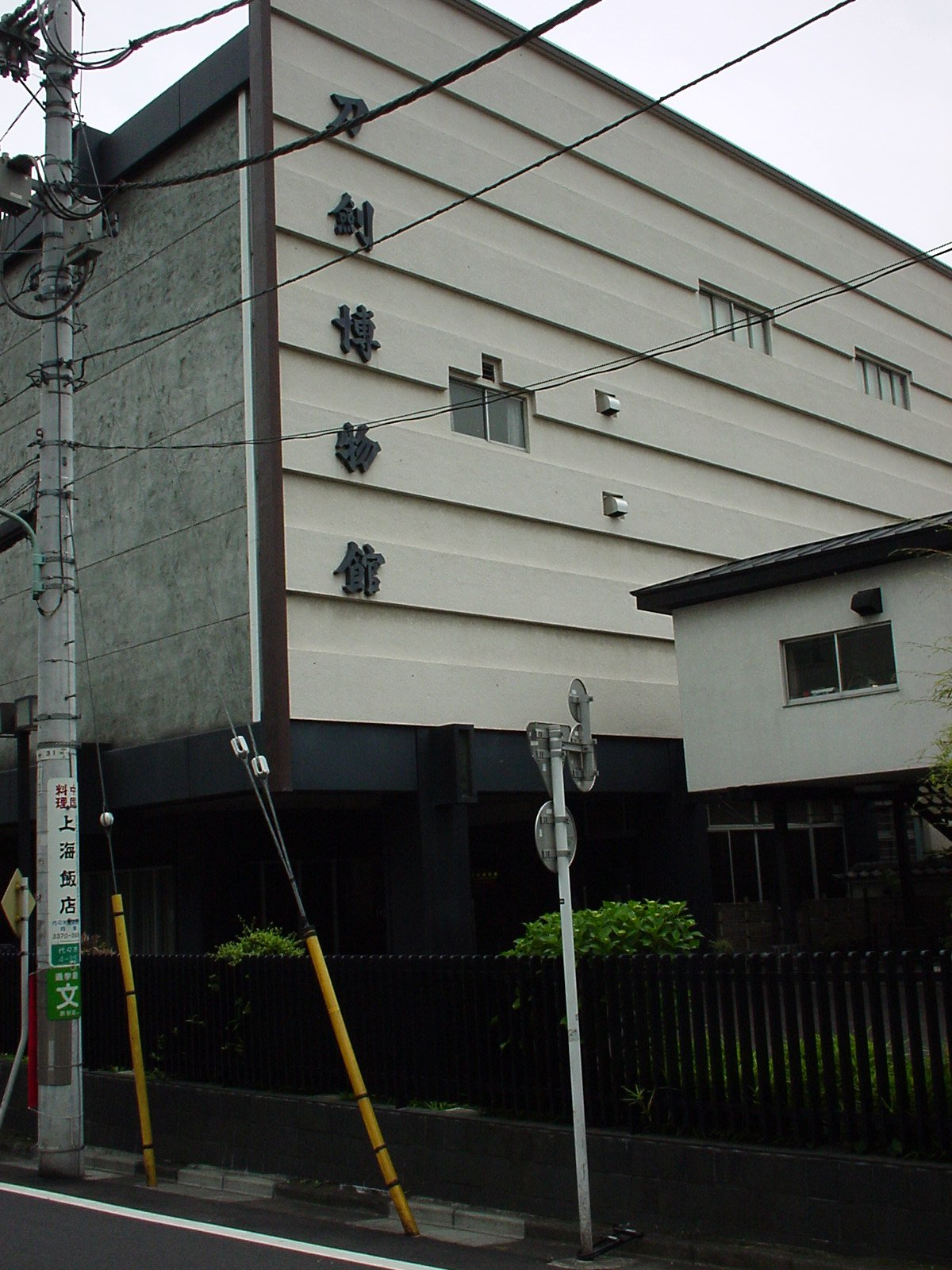
Extérieur du musée.

## Source de la traduction
- (en) Cet article est partiellement ou en totalité issu de l’article de Wikipédia en anglais intitulé « Japanese Sword Museum » (voir la liste des auteurs).